# Henryk LXVII
Heinrich LXVII Fürst Reuss zu Schleiz (ur. 20 października 1789 w Schleiz, zm. 11 lipca 1867 w Gerze) – książę Reuss–Gery (linii młodszej).  W chwili kiedy został monarchą jego władztwo było członkiem Związku Niemieckiego (będącego luźną konfederacją państw). Podczas jego panowania stało się częścią Związku Północnoniemieckiego (będącego od 1 lipca 1867 właściwie państwem związkowym).
Był czwartym z sześciu synów (szóstym spośród ośmiorga dzieci) księcia Reuss–Gery Henryka XLII i jego żony księżnej Karoliny Hohenlohe-Kirchberg. Na tron wstąpił po bezpotomnej śmierci starszego brata  – księcia Henryka LXII (19 czerwca 1854).
25 listopada 1820 w Ebersdorfie poślubił księżniczkę Reuss-Ebersdorf – Adelajdę (1800–1880). Para miała ośmioro dzieci:
- księcia Henryka V (1821–1861)
- księżniczkę Annę (1822–1902)
- księżniczkę Elżbietę (1824–1833)
- księcia Henryka VIII (1827–1828)
- księcia Henryka XI (1828–1830)
- Henryka XIV (1832–1913), kolejnego księcia Reuss–Gery
- księcia Henryka XVI (1835–1836),
- księżniczkę Marię (1837–1840)